# Пещера озёр
Пещера озёр (греч. Σπήλαιο των Λιμνών) — пещера в Греции. Находится на полуострове Пелопоннесе недалеко от села Кастрия, в 8 километрах к югу от города Калавриты.

## Пещера

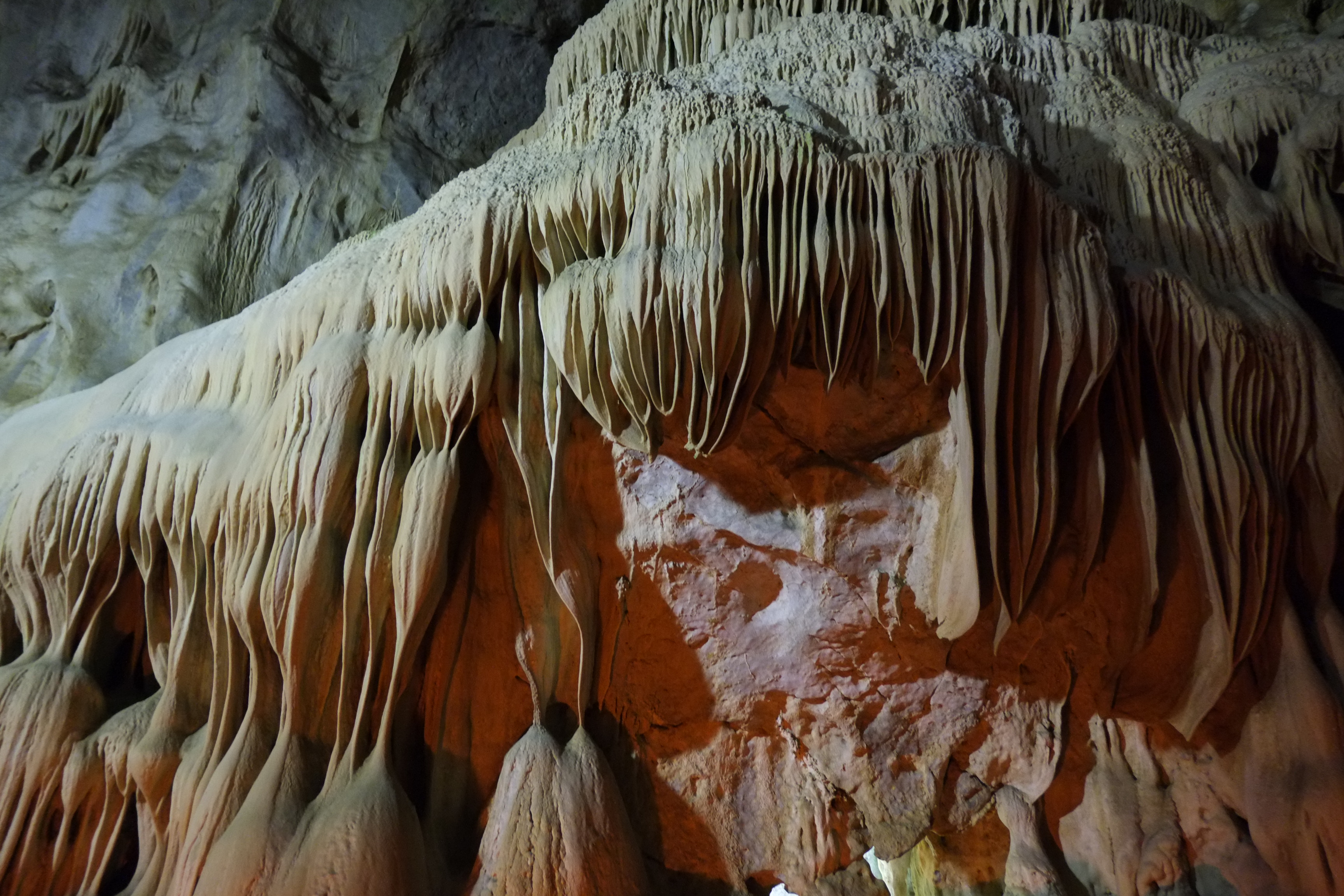
Пещера озёр

Пещера расположена на высоте 827 метров над уровнем моря.
Довольно большой естественный вход на первый уровень пещеры (высота 3,5 м, ширина 6,5 м) объясняет использование пещеры человеком с доисторического периода.
Характерной особенностью этого пещерно-озёрного комплекса является то, что он состоит из 13 пещерных озёр, последовательно и ступенчато расположенных одно за другим.
Общая длина пещеры достигает 1980 метров, из которых посетителю доступны около 500 метров, включающие только два из озёр.
Посетитель входит в пещеру через искусственный туннель, ведущий сразу на второй (из трёх) уровней.
Переход через озёра происходит по искусственным мостикам.

## Исследования пещеры
На нижнем уровне пещеры были найдены останки людей и разных животных.
Этот участок предназначается для био-спелеологической экспозиции.
Совместная экспедиция Греческого альпинистского союза (Ελληνικός Ορειβατικός Σύνδεσμος, Ε.Ο.Σ.) под руководством профессора И. Мелентиса и Греческого спелеологического общества под руководством спелеолога Анны Петрохилу (Άννα Πετροχείλου, 1910—2001) поднялась впервые на второй уровень в 1964 году.

## Сегодня
Греческая национальная туристическая организация открыла пещеру для посетителей в 1981 году. Ответственность за туристическое функционирование пещерно-озёрного комплекса возложена на общину (дим) Калавриту.